# 小行星9961
小行星9961（英語：9961）是一颗围绕太阳公转的小行星。1991年12月4日，上田清二、金田宏在钏路市发现了此天体。
这颗小行星的绝对星等为290.7320293595258等。